# Обрізний Яр
Обрізний Яр (рос. б. Прямой Яр) — балка (річка) в Україні у Сватівському районі Луганської області. Ліва притока річки Жеребця (басейн Азовського моря).

## Опис
Довжина балки приблизно 2,90 км, найкоротша відстань між витоком і гирлом — 2,66  км, коефіцієнт звивистості річки — 1,09 . Формується декількома загатами.

## Розташування
Бере початок на північно-східній околиці села Кармазинівки. Тече переважно на південний захід чечер село і впадає у річку Жеребець, ліву притоку Сіверського Дінця між ярами Побитий і Водний.

## Цікаві факти
- Біля витоку балки на східній стороні на відстані приблизно 3,88 км розташований автошлях Т 1303[2] (автомобільний шлях територіального значення в Луганській області. Проходить територією Лутугинського та Антрацитівського районів через Успенку — Антрацит. Загальна довжина — 32,8 км.).